# 二道镇 (海林市)
二道镇，是中华人民共和国黑龙江省牡丹江市海林市下辖的一个乡镇级行政单位。

## 行政区划
二道镇下辖以下地区：
二道社区、西沙村、东沙村、二站村、三站村、向日村、老家村、北宁村、永兴村和钓鱼台村。